# سالامین
شهر سالامین در استان آتیک در کشور یونان واقع شده است که دارای جمعیت ۲۷٬۶۰۶  نفر می‌باشد.